# Estheria vicina
Estheria vicina är en tvåvingeart som beskrevs av Robineau-desvoidy 1830. Estheria vicina ingår i släktet Estheria och familjen parasitflugor.
Artens utbredningsområde är Frankrike. Inga underarter finns listade i Catalogue of Life.